# کامل موج
کامل موج (انگلیسی: Kamel Maoudj؛ زادهٔ ۳۰ اوت ۱۹۶۹) بازیکن هندبال اهل الجزایر بود.